# Robert Stephen Hawker

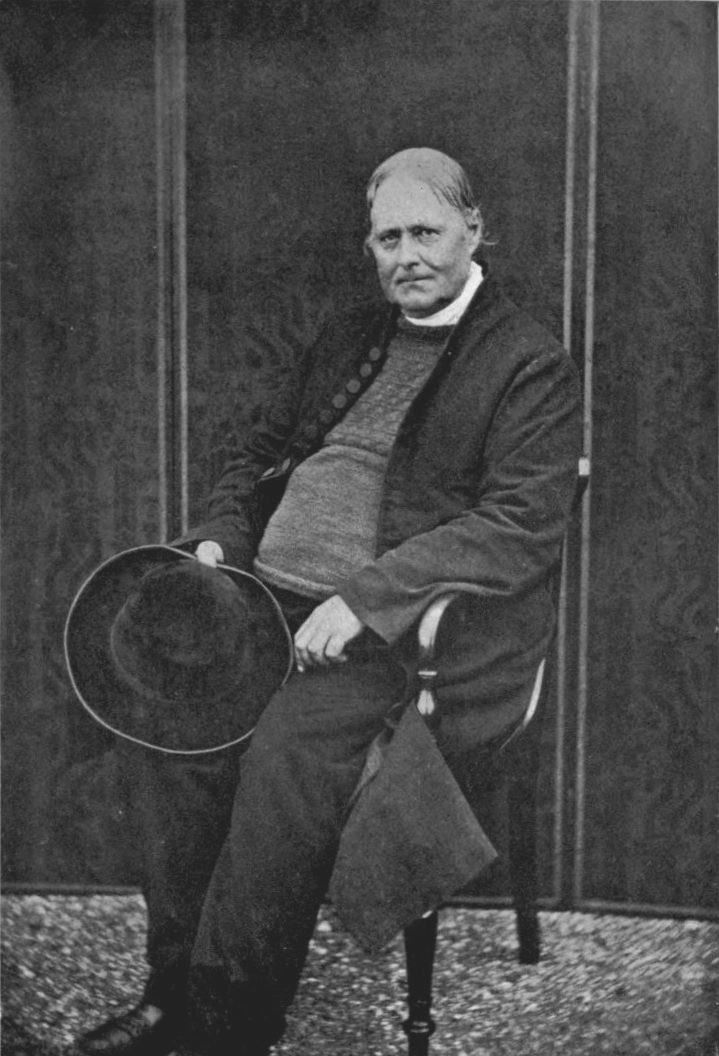
Robert Stephen Hawker (1864)

Robert Stephen Hawker (* 3. Dezember 1803 oder 1804 in Stoke Damerell (heute Plymouth), England; † 15. August 1875 in Plymouth) war ein Pfarrer, Autor, Dichter und Antiquar. Sein bekanntestes Werk ist das Gedicht The Song of the Western Men aus dem Jahre 1825.

## Biografie
Hawker wurde als Sohn eines Pfarrers in Stoke Damerell geboren. Er studierte in Oxford und heiratete mit neunzehn Jahren seine einundvierzigjährige Patentante Charlotte I’an.
Hawker hatte bereits in der Cheltenham Grammar School seine ersten Gedichte verfasst und veröffentlichte diese 1821 unter dem Titel Tendrils.
The Song of the Western Men, auch als Trelawny bekannt, ist ein Gedicht, das zuerst im September 1826 im The Royal Devonport Telegraph und in der Plymouth-Zeitung Plymouth Chronicle veröffentlicht wurde. Es beinhaltet, neben der dichterischen Abhandlung der Geschehnisse um den Bischof Sir Jonathan Trelawny (1650–1721), ein traditionelles Sprichwort aus Cornwall und erhielt später für das Musikstück eine Texterweiterung. Es wurde von Hawker ursprünglich anonym veröffentlicht und erst 26 Jahre später, 1852, von Charles Dickens Hawker zugeschrieben.
1832 folgte der Gedichtband Records of the Western Shore, in dem Hawker das Gedicht The Song of the Western Men ebenfalls verwendete.
Acht Jahre später, 1840, erschien Ecclesia: A Volume of Poems, 1843 Reeds Shaken with the Wind, 1846 Echoes from Old Cornwall und 1864 The Quest of the Sangraal: Chant the First Exeter.
Er veröffentlichte 1870 unter dem Titel Footprints of Former Men in Far Cornwall (Fragments of a Broken Mind) eine Sammlung seiner Manuskripte, die eine eigene Autobiografie Hawkers darstellten, da sie bis zu seinen ersten Arbeiten zurückreichte.

## Werke
- 1821: Tendrils
- 1832: Records of the Western Shore
- 1840: Ecclesia: A Volume of Poems
- 1843: Reeds Shaken with the Wind
- 1846: Echoes from Old Cornwall
- 1864: The Quest of the Sangraal: Chant the First Exeter
- 1870: Footprints of Former Men in Cornwall (Fragments of a Broken Mind)

## Hawkers Hütte

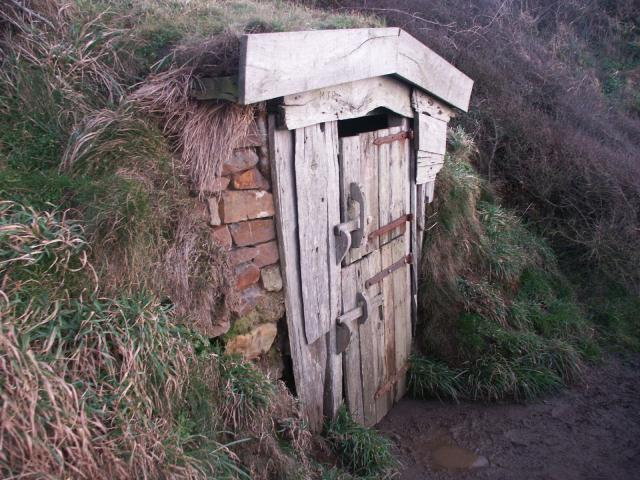
Hawkers Hütte an der Küste Cornwalls

Hawkers Hütte (engl. Hawker’s Hut) ist ein torfgedeckter Bretterverschlag an der Küste Cornwalls in der Nähe von Morwenstow, nördlich von Higher Sharpnose Point. Hawker selbst baute die Hütte aus Treibholz von gesunkenen Schiffen. Er zog sich hierhin zurück, um Gedichte zu schreiben und Opium zu rauchen, durch die Türöffnung konnte Hawker über das Meer bis Lundy Island blicken. Heute ist die Hütte das kleinste Bauwerk, das unter dem Schutz des National Trust steht.